# Левон V
Левон V (иногда Левон IV) (1310 — † 26 августа 1342) — король Армении. Последний представитель династии Хетумидов (Хетумян) на армянском троне.

## Биография

### Период регентства Ошина
Левон V родился в 1310 году в семье короля Ошина и королевы Изабеллы Корикосской. В июле 1320 года Левон унаследовал киликийский трон. Однако, на момент смерти отца он был несовершеннолетним, поэтому был сформирован регентский совет, который избрал регентом корикосского князя Ошина II сына Хетума Патмича (Хетума Историка). Регент, взяв бразды правления в свои руки, для легализации своей власти, 31 декабря 1320 года выдал свою дочь Алису замуж за малолетнего Левона V, а сам берёт в жёны вдову покойного короля Жанну Анжуйскую. Действия Ошина II не понравились князьям королевства. Как результат Киликия, на фоне того, как враги государства множили свои удары, погрязла в несвоевременных раздорах. В 1321 году монголы под предводительством принявшего ислам Гасана, подвергая разорению страну, вторглись в армянское королевство. Венецианский географ Марино Санудо Старший, побывавший в это время в Киликии, так описывал положение дел в армянском государстве:

Королевство Армения находится в зубах четырёх хищников. С одной стороны — это лев, то есть татары [монголы], которым король Армении платит тяжёлую дань, с другой — леопард, то есть султан [Египта], ежедневно разоряющий его страну. С третьей стороны — волк, то есть турки [караманиды], которые подрывают его власть. Четвёртая — змея, то есть пираты, грызущие кости христиан Армении
В 1322 году египетские мамлюки вторглись в страну, атаковали Айяс и разрушили его крепость. Король кипрского государства Генрих II, забыв про распри, шлёт на помощь армянскому королю свой воинский контингент. Католикос армян Костандин IV, видя отчаянное положение своей страны, отправляется в Каир, где в 1323 году заключает перемирие на пятнадцать лет. Но уже на следующий год, боясь гипотетического крестового похода, набеги мамлюков возобновились. В этом же году Ошин, желая пресечь всякие притязания на трон, приказывает убить Изабеллу, вдову Амори Тирского и тётю малолетнего короля Левона V, а заодно и её старшего из четырёх выживших сыновей. Второй по старшинству сын Ги де Лузиньян, позже известный как король Костандин III, во время убийства находился в Константинополе у своей тёти, сестре его матери, византийской императрицы Риты. Двое других Жан и Боэмунд были сосланы к госпитальерам на остров Родос.

### Совершеннолетие
В 1329 году, став совершеннолетним, король Левон V приказывает убить Ошина, его брата  и его дочь, свою жену Алису. За то время, что Ошин II был регентом, ослабление страны сопровождалось усилением католического церковного влияния и давления со стороны папства в вопросе церковной унии. После избавления от регента и его дочери король сразу же женился на Констанции Сицилийской. Последняя ещё больше усилила латинизацию Сисского двора.

### Внешняя политика
С момента сосредоточения власти в своих руках и перед лицом внешней мусульманской угрозы Левон с просьбой о военной помощи обращается к Западу. Подобно своим предшественникам он посылал гонцов к папе римскому, но каждый раз получал лишь обещания и слова поддержки. В 1332 году во Франции королём становится Филипп VI, лелеющий надежду организовать новый крестовый поход. Киликия им рассматривалась в качестве плацдарма для союзных христианских войск. Своими планами французский монарх делится в письме армянскому королю, помимо этого он выделяет 10 тысяч флоринов для возведения и укрепления киликийских крепостей. Однако, ввиду начала Столетней войны, планам французского монарха не суждено было сбыться.
В 1335 году эмиры Дамаска и Хамы, ждавшие повода и подогреваемые слухами о новом крестовом походе, пошли войной на киликийское королевство. Между тем султан, с одобрения которого начался набег, отказался принять армянских послов, прибывших к его двору просить мира. Киликийское государство находилось в тяжелейшем положении. Набег мусульман разорил страну и наводнил её столицу тысячами беженцев. Через год повторилось вторжение, которое сопровождалось разорением и погромами. В это же время армянский посол, находящийся в Европе, встретился с новым папой римским Бенедиктом XII, который ограничился тем, что просил французского короля послать груз с зерновыми и ходатайствовать об армянском царстве пред островными государствами региона. В 1337 году состоялся третий за три года набег мамлюков, последствия которого имели катастрофический характер. Левон V заключил перемирие, согласно которому армянское королевство потеряло левое побережье реки Пирамос, и важнейший торговый и военный порт Айяс. Однако в начале 1340-х годов мусульмане, нарушив прежние договорённости, вновь вторгаются в Киликию.

### Внутренняя политика
В то время когда наращивалась внешняя угроза, киликийское царство раздирала внутренняя борьба сторонников унии с одной стороны, и приверженцев традиционного армянского течения в христианстве с другой. Пролатинская позиция Левона V привела к отставке католикоса Акопа II. На место последнего, без церковного собора, король назначил угодного себе другого католикоса. Однако церковный собор не признал его и избрал католикосом Мхитара I. Кроме этого, не способствовала разрешению конфликта и непримиримость Бенедикта XII. Примерно в это же время при дворе папы римского появилась армянская делегация, которой поручено было доставить истинность веры, изложенную ещё Акопом II, и в очередной раз просить о помощи. Однако папа римский не услышал католикоса армян и не внял просьбам о помощи христианского народа. Тогда же, 1 августа 1341 года, Бенедикт XII написал два письма католикосу армян и королю Левону V, сообщая им, что они не могут рассчитывать на помощь до тех пор, пока армяне не примут католичество и не будет созван синод, объявивший унию официально.

### Смерть
Левон скончался 26 августа 1342 года, вероятно он был убит во время народного волнения противниками унии. С его смертью прекратилась династия Хетумидов по мужской линии. Это обстоятельство послужило усилению борьбы за власть. На арену вышли родственники Левона IV по женской линии, династия кипрских Лузиньянов

## Семья
1-я жена: Алиса Корикосская (? — † 1329)
дети:
- Хетум (? — умер в младенчестве)

2-я жена: Констанции Сицилийской (1304/1306 — † 1344)
дети:
- нет

## Комментарии
1. ↑  Ряд историков ведёт нумерацию правителей с 1198 года, когда впервые правитель Армении был коронован согласно западно-европейским традициям. Поэтому Левон V иногда называют Левон IV
2. ↑  По другим данным это могло произойти 28 августа 1341 года[1]
3. ↑  По другим данным это могло произойти 30 декабря 1321 года[1]
4. ↑  Также известна как Джованна Тарентская
5. ↑  По другим данным это могло произойти 28 августа 1341 года[1]